# Florida State League
A Florida State League, ou FSL, é uma liga menor de beisebol da hierarquia Classe A Avançada, baseada no estado da Flórida.

## História
Foi fundada em 1919 originalmente com seis times, foi fechada em 1928 e retornou em 1936, interrompeu suas atividades durante a Segunda Guerra Mundial entre 1942 e 1945. Os playoffs da liga foram cancelados em algumas ocasiões, deixando essas temporadas sem campeões,  em 2001 devido aos ataques de 11 de setembro de 2001, em 2004 devido ao Furacão Ivan, em 2007 devido ao Furacão Irma e em 2019 devido ao Furacão Dorian.

## Times
A liga atualmente possui 12 times divididos em duas divisões (norte e sul).
| Divisão | Time                   | Filiação da MLB       | Cidade         | Estádio                                                | Capacidade |
| ------- | ---------------------- | --------------------- | -------------- | ------------------------------------------------------ | ---------- |
| Norte   | Clearwater Threshers   | Philadelphia Phillies | Clearwater     | Spectrum Field                                         | 8,500      |
| Norte   | Daytona Tortugas       | Cincinnati Reds       | Daytona Beach  | Radiology Associates Field at Jackie Robinson Ballpark | 4,200      |
| Norte   | Dunedin Blue Jays      | Toronto Blue Jays     | Dunedin        | TD Ballpark                                            | 8,500      |
| Norte   | Florida Fire Frogs     | Atlanta Braves        | TBD            | TBD                                                    | TBD        |
| Norte   | Lakeland Flying Tigers | Detroit Tigers        | Lakeland       | Publix Field at Joker Marchant Stadium                 | 8,500      |
| Norte   | Tampa Tarpons          | New York Yankees      | Tampa          | George M. Steinbrenner Field                           | 11,026     |
| Sul     | Bradenton Marauders    | Pittsburgh Pirates    | Bradenton      | LECOM Park                                             | 8,500      |
| Sul     | Charlotte Stone Crabs  | Tampa Bay Rays        | Port Charlotte | Charlotte Sports Park                                  | 7,000      |
| Sul     | Fort Myers Miracle     | Minnesota Twins       | Fort Myers     | Hammond Stadium                                        | 9,300      |
| Sul     | Jupiter Hammerheads    | Miami Marlins         | Jupiter        | Roger Dean Stadium                                     | 6,871      |
| Sul     | Palm Beach Cardinals   | St. Louis Cardinals   | Jupiter        | Roger Dean Stadium                                     | 6,871      |
| Sul     | St. Lucie Mets         | New York Mets         | Port St. Lucie | First Data Field                                       | 7,347      |